# Jordania en los Juegos Paralímpicos de Atenas 2004
Jordania estuvo representada en los Juegos Paralímpicos de Atenas 2004 por diez deportistas, cinco hombres y cinco mujeres.

## Medallistas
El equipo paralímpico jordano obtuvo las siguientes medallas:
| Nombre                                       | Deporte       | Evento              |
| -------------------------------------------- | ------------- | ------------------- |
| Oro                                          |               |                     |
| —                                            |               |                     |
| Plata                                        |               |                     |
| Yamil El-Shebli                              | Atletismo     | Peso F57 masculino  |
| Bronce                                       |               |                     |
| Jetam Abuawad Fatima Al-Azam Maha Al-Barguti | Tenis de mesa | Equipo 4-5 femenino |